# Joensuun Shakkikerho
Joensuun Shakkikerho, w skrócie JoeSK – fiński klub szachowy z siedzibą w Joensuu, dwukrotny mistrz kraju.

## Historia
Klub został założony w 1945 roku. W 1993 roku awansował do SM-liigi. W 1995 roku zespół spadł z ligi, a ponowny awans uzyskał dwa lata później. W sezonie 2000/2001 szachiści klubu uzyskali tytuł wicemistrzowski. Rok później zdobyto pierwszy tytuł mistrza Finlandii. W sezonie 2005/2006 nastąpiło uzyskanie drugiego tytułu.